# Little Venus
Little Venus ist ein schweizerisches, seit 1995 in wechselnder Besetzung bestehendes, akustisch spielendes Crossover-Trio aus der Region Bern.

## Bandgeschichte
Die ursprüngliche, gleichnamige Formation von Little Venus war vierköpfig und wurde noch im Gründungsjahr Ende 1995 von einer unabhängigen Jury aus Musikkritikern und Medienschaffenden aus 55 Bands zur Besten Rockband des Kantons Bern gewählt. Die Besetzung umfasste neben dem Mastermind Marc Rossier die Sängerin Rusche Keusen und Nik Rechsteiner an Cello und Bass. Die erste Albumveröffentlichung 1996, Drops Of Inspiration, hatte ein positives, breites Medienecho. Der Fernsehkanal DRS stellte die CD in der Sendung Next vor. Swiss Radio International wählte einen der Titel für ihre Compilation-CD, die an hunderte Radiostationen weltweit verschickt wurde, um das Schweizer Musikschaffen bekannter zu machen. Laut Entstehungsgeschichte unter laut.de gab es zwischen 1996 und 1999 ausgedehnte Tourneen. Es gab auch mit dem nächsten Album A Letter For You Auftritte im Deutschschweizer Fernsehen DRS (Risiko am 12. Mai 1997, Taflife am 26. Mai 1997). Der Gig auf dem Gurtenfestival in Bern am 20. Juli 1997 bildete einen der Höhepunkte. Beteiligt war Little Venus im Dezember 1999 ausserdem an einem Multimedia-Spektakel Venus in Motion in Zusammenarbeit mit der Tanzkompanie Running Out und dem Fotografen Lukas Batt.
Nach dem Auseinandergehen dieser Formation mit dem letzten Konzert am 3. März 2000 im Berner Traditionsclub Mahogany Hall schmiedete Marc Rossier 2002 eine neue mit weitgehend ähnlicher Instrumentierung. Die aus der norditalienischen Industrie- und Hafenstadt Triest stammende Sängerin Irina Simoneta kam ebenso dazu wie der klassisch ausgebildete Violoncellist Andreas Kühnrich. Gelegentlich wie auf dem Thuner Tag der Kleinkunst am 13. September 2006 tritt die Combo auch um befreundete Musiker wie die Irin Shirley Grimes erweitert auf.
Als Songwriter der meisten Stücke firmiert Marc Rossier, der als erfahrener Mundart-Rock-Produzent auch hier in eigener Sache tätig ist. Mit der US-amerikanischen Lyrikerin und Sängerin Shelley Martin arbeitete er 2001 zusammen, um neues Songmaterial für die Band zu kreieren. Sein halbjähriger Aufenthalt 1998 hat ihn mit dem Roots-Rock-Songwriter und Gitarristen Hank Shizzoe bekannt gemacht. Im Februar 2005 kam es zum gemeinsamen Konzert, zusammen mit dem Saxophonisten Wege Wüthrich und Dodo Hug in der Mühle Hunziken in Rubigen bei Bern.
Die kleine Combo ist ausserhalb der Schweiz weitgehend unbekannt. In Norditalien tourten sie ab 2003, in Deutschland, von einzelnen Auftritten abgesehen, erst ab 2005. In der Schweiz kam das Album Volcano am 17. Februar 2006 heraus, in Deutschland erst im Oktober. Die Einladungen zu den 27. Leverkusener Jazztagen 2006 und zur Internationalen Kulturbörse Freiburg im Januar 2007 erhöhten ihren Bekanntheitsgrad ausserhalb der Schweiz.
Die aktuellen Musiker und ihre Instrumente:
- Irina Simoneta – Gesang, Perkussion und Querflöte
- Andy Kühnrich – Cello, Gitarre und Backingvocals
- Marc Rossier – Gitarre, Coral Sitar, Dobro und Backingvocals

## Musik und Texte
Ihre zwischen Jazz, Folk, Klassik und Rock angesiedelte akustische Crossover-Musik lässt sich keiner Schublade zuordnen. Dem Chanson bzw. den Singer-Songwritern entliehen ist die Ausrichtung auf Liedstrukturen, dem Folk die klare Zuwendung zu handgemachter, akustischer Musik. Die Ablehnung von am Computer zusammengebastelten Pop-Spielereien unterscheidet sie tatsächlich am meisten vom Mainstream der Gegenwart. Von der Klassik kommt das nur selten in Pop, Folk- oder Rock-Ambiente eingesetzte Cello samt Ausbildungshintergrund. Andreas Kühnrich holt aus seinem Cello eindringlich lyrische, manchmal auch sehr erdige Klänge heraus, ohne dafür elektronische Effektgeräte einzusetzen. Sein Cello prägt den ungewöhnlichen Sound von Little Venus. Seine Rhythmus betonende Spielweise des Instruments sowie die Rockballaden-Strukturen bringt die rockmusikalische Stimmung dazu. Harte Einlagen von Rossier mit dem Bottleneck auf der stahlblechernen Dobro verstärken das. Dann wieder greift derselbe zur Sitargitarre und gibt dem Klangbild einen indisch-orientalischen Unterschwang. Als Jazz-typisch erkennbar ist die grundlegende, offene Umgangsweise mit dem musikalischen Material.
Die vielseitige, angeraute Stimme Irina Simonetas bringt englischsprachige Rockballaden, französische Chansons, italienische, afrikanische und Schweizer Mundart-Folk-Stücke gleichermassen zu Intensität. Als Instrumentalistin erweitert sie die Bandbreite des Trios auf der Querflöte.
In den Texten werden sowohl alltagsnahe Situationen (Watermelon Top, Auszug: „Work ist the curse of the drinking class...“), als auch erotische (Ringing, Marie) und andere grosse Gefühle (Diavolo in me) aufgenommen.

## Diskografie

### Alben
- 1996: Drops Of Inspiration, Zytglogge Verlag
- 1997: A Letter For You, Sound Service
- 1999: Ithaka, Hear We Go, COD
- 2004: Florence Or Berne, Zytglogge Verlag[8]
- 2006: Volcano, pläne

### Singles
- 1999: Book Of Adventure

## Auszeichnungen
- 1995 zur Besten Rockband des Kantons Bern gekürt
- 1996, 1997 und 1999 Aufnahme je eines Titels in die Selection von Schweizer Radio International
- 2006 Einladung zu den 27. Leverkusener Jazztagen 2006